# Witjes (vlinders)
De witjes (Pieridae) zijn een familie van vlinders in de superfamilie Papilionoidea. De familie telt meer dan duizend soorten.

## Kenmerken
Hoewel de naam doet vermoeden dat de leden van deze familie allemaal wit zijn, is dat niet het geval. Gele, oranje, rode en zelfs zwarte witjes komen voor.
Een aantal kenmerken is min of meer algemeen voor de soorten uit de familie Pieridae.
- De vlinders zijn middelgroot. De spanwijdte bedraagt meestal rond de 50 millimeter.
- De voorpootjes zijn volledig ontwikkeld en alle pootjes hebben gevorkte klauwtjes.
- De vleugels hebben een beperkt aantal kleuren en absorberen ultraviolet licht in specifieke patronen waardoor mogelijke partners kunnen worden herkend.
- Er is vaak sprake van seksuele dimorfie, een duidelijk uiterlijk verschil tussen de mannetjes en vrouwtjes.
- Het pigment van vleugelschubben wordt ontleend aan het voedsel dat de rupsen eten.
- De poppen hebben een kenmerkende stekel op de kop.

## Leefwijze
Planten uit de kruisbloemenfamilie worden door veel van de meestal gladde, groene rupsen als waardplant gebruikt.

## Voortplanting
De meestal ronde geribbelde eitjes zijn vaak wit of gelig. Ze worden afzonderlijk of in groepjes van twintig tot honderd stuks op de waardplant gelegd.

## Verspreiding en leefgebied
Deze familie komt wereldwijd voor, vaak in groepjes rond vogelmest, urine of zonbeschenen poeltjes.

## Onderfamilies
- Dismorphiinae (6 genera)
- Pseudopontiinae (1 genus)
- Pierinae (55 genera)
- Coliadinae (14 genera)

## Geslachten
| - Abaeis - Anteos - Anthocharis - Aoa - Aphrissa - Aporia - Appias - Archonias - Ascia - Baltia - Belenois - Calopieris - Catasticta - Catopsilia - Cepora - Charonias - Colias - Colotis - Cunizza - Delias - Dercas - Dismorphia - Dixeia - Elodina - Enantia - Eroessa - Eronia - Eucheira - Euchloe | - Eurema - Gandaca - Ganyra - Glennia - Glutophrissa - Gonepteryx - Hebomoia - Hesperocharis - Hypsochila - Infraphulia - Itaballia - Ixias - Kricogonia - Leodonta - Leptidea - Leptophobia - Leptosia - Leuciacria - Leucidia - Lieinix - Mathania - Melete - Mesapia - Moschoneura - Mylothris - Nathalis - Neophasia - Nepheronia | - Oligodonta - Pareronia - Patia - Pereute - Perrhybris - Phoebis - Phrissura - Phulia - Piercolias - Pieriballia - Pieris - Pierphulia - Pinacopteryx - Pontia - Prestonia - Prioneris - Pseudopieris - Pseudopontia - Pyrisitia - Reliquia - Rhabdodryas - Saletara - Talbotia - Tatochila - Teriocolias - Theochila - Zegris - Zerene |

Voor een lijst van alle witjes, zie de lijst van witjes.

## In Nederland waargenomen soorten
- Genus: Anthocharis
  - Anthocharis cardamines - (Oranjetipje)
- Genus: Aporia
  - Aporia crataegi - (Groot geaderd witje)
- Genus: Colias
  - Colias alfacariensis - (Zuidelijke luzernevlinder)
  - Colias chrysotheme - (Steppeluzernevlinder)
  - Colias crocea - (Oranje luzernevlinder)
  - Colias hyale - (Gele luzernevlinder)
  - Colias palaeno - (Veengeeltje)
- Genus: Eurema
  - Eurema hecabe - (Gewoon grasgeeltje)
- Genus: Gonepteryx
  - Gonepteryx rhamni - (Citroenvlinder)
- Genus: Leptidea
  - Leptidea juvernica - (Cryptisch boswitje)
  - Leptidea sinapis - (Boswitje)
- Genus: Pieris
  - Pieris brassicae - (Groot koolwitje)
  - Pieris mannii - (Scheefbloemwitje)
  - Pieris napi - (Klein geaderd witje)
  - Pieris rapae - (Klein koolwitje)
- Genus: Pontia
  - Pontia daplidice - (Resedawitje)
  - Pontia edusa - (Oostelijk resedawitje)